# Бездоля, Фома Семёнович
Фома Семёнович Бездоля (1908, Ворошиловградская область — не ранее 1950) — советский борец, серебряный (1949, 1950) и бронзовый (1947) призёр чемпионатов СССР по вольной борьбе, серебряный призёр чемпионатов СССР 1937 и 1939 годов по классической борьбе, серебряный (1939) и бронзовый (1940) призёр чемпионатов СССР по самбо. Выступал в тяжёлой весовой категории. Представлял спортивные клубы ГИФКУ (Харьков) и «Вооружённые силы» (Киев).
Участник Великой Отечественной войны, старшина. Был награждён Орденом Красного Знамени, медалями.

## Спортивные результаты

### Вольная борьба
- Чемпионат СССР по вольной борьбе 1947 года — ;
- Чемпионат СССР по вольной борьбе 1949 года — ;
- Чемпионат СССР по вольной борьбе 1950 года — ;

### Классическая борьба
- Чемпионат СССР по классической борьбе 1937 года — ;
- Чемпионат СССР по классической борьбе 1939 года — ;

### Самбо
- Чемпионат СССР по самбо 1939 года — ;
- Чемпионат СССР по самбо 1940 года — ;